# کوملوشد
کوملوشد (به مجاری:  Komlósd) یک منطقهٔ مسکونی در مجارستان است که در ناحیه بارچ واقع شده‌است. کوملوشد ۷٫۴۶ کیلومتر مربع مساحت و ۱۵۰ نفر جمعیت دارد.